# 仮面ライダーSD 出撃!!ライダーマシン
『仮面ライダーSD 出撃!!ライダーマシン』は、バンダイより1993年7月9日に発売されたスーパーファミコン用アクションゲーム作品。

## 概要
仮面ライダーシリーズの派生作品、仮面ライダーSDのゲーム作品。
各ステージをまわり、ステージ5でのボス戦となっている。ステージごとに出るライダーは決まっている。ステージ途中でマシンは整備される。元の設定ではライダーマンがメカニック担当だが、本作ではマシンを設定されていないスカイライダーがその役目であり、プレイヤーとしては登場しない。
ライダー同士によるバトルモードもある。

## ボスキャラクター
本作では、『仮面ライダーSD』で設定された八鬼衆のメンバーではなく、各作品の大幹部がボスキャラクターとして新たに選出されている。
| ボス                      | 本作での対戦相手         | 原典での対戦相手                       |
| ------------------------- | ------------------------ | -------------------------------------- |
| 黄金狼男 （ゾル大佐）     | 仮面ライダー1号          | 仮面ライダー2号                        |
| イカデビル （死神博士）   | 仮面ライダー2号          | 仮面ライダー1号                        |
| 吸血マンモス （キバ男爵） | ライダーマン             | 仮面ライダーV3                         |
| ヨロイ元帥                | 仮面ライダースーパー1    | 仮面ライダーV3 ライダーマン            |
| アポロガイスト            | 仮面ライダーX            | 仮面ライダーX                          |
| ゼロ大帝                  | 仮面ライダーV3           | 仮面ライダーアマゾン                   |
| 鋼鉄参謀                  | 仮面ライダーストロンガー | 仮面ライダーストロンガー               |
| 百目タイタン              | 仮面ライダーアマゾン     | 仮面ライダーストロンガー               |
| 暗闇大使                  | 仮面ライダーZX           | 仮面ライダーZX                         |
| シャドームーン            | 仮面ライダーBLACK RX     | 仮面ライダーBLACK 仮面ライダーBLACK RX |